# Studentersamfundet (Aalborg Universitet)
Studentersamfundet er en studenterorganisation ved Aalborg Universitet, der repræsenterer alle studerende. Studentersamfundet blev stiftet i 1991 ved en sammenlægning af Studenterrådet (SR) og Moderate Studenter (MS). Siden har Studentersamfundet været paraplyorganisation for en lang række mere eller mindre selvstændige grupper og foreninger ved Aalborg Universitet 
Studentersamfundets grundlæggende formål er, at sikre og forbedre det eksisterende studiemiljø på Aalborg Universitet. Derudover forholder Studentersamfundet sig til uddannelseskvaliteten, de fysiske rammer på universitetet samt vejledningen af de studerende.

## Studentersamfundets aktiviteter
Overordnet kan Studentersamfundets aktiviteter opdeles i tre områder:
- Det politiske område, hvor Studentersamfundet arbejder på mere og bedre indflydelse på studierne på Aalborg Universitet.
- Det sociale område, hvor Studentersamfundet arbejder for det bedste studiemiljø for de studerende på Aalborg Universitet.
- Det sidste område er den service, Studentersamfundet yder dets medlemmer og studerende generelt.

## Studiestart
Studentersamfundet løser under universitets studiestart en række centrale opgave. Heriblandt er de mest omfangsrige morgenmadsarrangementet på Honnørkajen og studiestartsfesten i Karolinelund.
Alle nye studerende ved sommerstudiestarten mødes den første hverdag i september på Honnørkajen foran Aalborghus Slot, hvor universitetet i samarbejde med Studentersamfundet byder de nye studerende velkommen. Arrangement, der planlægges og afholdes af de frivillige i Studentersamfundet, starter den såkaldte ”"rusperiode”, hvor de nye studerende lære deres studerekammeret, universitet og Aalborg by at kende. De nye studerende mødes, spiser morgenmad og høre herefter taler fra rektor, borgmester og Studentersamfundet. Grundet coronakrisen blev arrangementet i 2020 afholdt lokalt på studierne med videotaler.
Studiestartsfesten afholdes den efterfølgende fredag i september, hvor de nye studerende mødes med deres tutorer, efterfulgt af en optræden af flere danske musiknavne. Studiestartsfesten er tidligere blevet afholdt i Gigantium, men siden 2022 er det blevet afholdt udendørs i Karolinelund. Læs mere på Studiestartsfesten.dk.

## Medier hos Studentersamfundet
Studentersamfundet udgiver hvert år en række trykte og digitale publikationer, heriblandt studenterbladet Agenda, der udgives otte gange om året, og Rushåndbogen, som er en guide/ velkomstbog til nye studerende, der udgives én gang hvert år. Indholdet i publikationerne spænder bredt, men centrerer sig primært om livet som universitetsstuderende, med de valg, overvejelser og oplevelser der følger med denne tid.
Agenda skrives og udformes af en redaktion ledet af en ansvarshavende chefredaktør. De studerende på redaktionen påtager sig forskellige roller, som skribenter, fotografer og korrekturlæsere. Redaktionen står også bag arbejdet med at udforme Rushåndbogen og udgav desuden i efteråret 2019 to podcasts, der satte fokus på emner der var aktuelle i efterårets udgaver af bladet.
Tidligere hed studenterbladet Nye Veje, men i 2000'erne ændrede bladet sig markant og blev omdøbt til Agenda - de studerendes blad, som det har heddet siden.
Agenda blev lukket i 2024 og er fuldt afviklet i 2025 .

## Barerne i Studentersamfundet
Studentersamfundet har over en længere årrække drevet studenterdrevene barer på Aalborg Universitet. Enkelte barer har oplevet mange generationer af studerende, f.eks. har baren DE-klubben kunne fejre sit 25-års jubilæum i 2024 .
Barerne fungerer til dagligt som selvstændige foreninger med egen bestyrelse og frivillige. Studentersamfundet som hovedorganisation støtter barerne økonomisk og organisatorisk, bl.a. gennem deres sekretariat.
Historisk har barerne også mødt udfordringer, såsom i 2007, hvor der var uklarhed om studenterdrevene bares fremtid. Ved denne lejlighed, hvor interesseorganisationen Danmarks Restauranter og Caféer forsøgte at lukke fredagsbarer i Danmark, viste rektor Finn Kjærsdam og prorektor Hanne Kathrine Krogstrup deres støtte til Studentersamfundets barer ved at udskænke fadøl i to fredagsbarer.    
Studentersamfundet driver i dag seks fredagsbarer . De studenterdrevne barer er blevet beskrevet som positive for studiemilijøet da de ”støtter op om det fællesskab, de studerende har i undervisningen.”    
Barer i Studentersamfundet anno 2025
| Navn          | Tilknytning                         | Placering              |
| ------------- | ----------------------------------- | ---------------------- |
| Aalbar        | AAU Create                          | Rendsburggade 14       |
| Bajers Bar    | Det Sundhedsvidenskabelige Fakultet | Frederik Bajers Vej 7E |
| Barbaren      | AAU Campus Øst                      | Fibigerstræde 15       |
| DE-klubben    | Fredrik Bajers Vej                  | Frederik Bajers Vej 7A |
| Mærkbar       | Det Humanistiske Fakultet           | Kroghstræde 3          |
| Fredagsterapi | Nordkraft                           | Teglgaards Plads 1     |

Tidligere barer i Studentersamfundet  
KABLAH! (Friis på Nyhavnsgade 14), O'Sohn Baren (Sohngårdsholmsvej), Wunderbar, oprindeligt startet under navnet Café-du-ve' (Fibigerstræde), BasisBaren (Strandvejen 12-14)